# Азизова, Фарида Шихаммед кызы
Фарида Шихаммед кызы Азизова (азерб. Fəridə Şıxəmməd qızı Əzizova; род. 6 июня 1995, Гусар) — азербайджанская тхэквондистка, бывший член национальной сборной Азербайджана по тхэквондо, чемпионка Азербайджана 2015 года, главный тренер женской сборной Азербайджана по тхэквондо (с 2024 года).
Азизова — чемпионка мира среди молодёжи 2012 года и чемпионка Европы среди юниоров 2013 года, серебряная призёрка I Европейских игр и IV Игр исламской солидарности, победительница V Игр исламской солидарности, бронзовая призёрка чемпионатов мира 2013 года, 2019 года и чемпионата Европы 2014 года. Первая представительница Азербайджана, взявшая медаль чемпионата мира по тхэквондо среди женщин. Фарида Азизова является также первой спортсменкой, представлявшей Азербайджан на Олимпийских играх в женском тхэквондо, она выступала на Олимпийских играх 2012 года в Лондоне, Олимпийских играх 2016 года в Рио-де-Жанейро и Олимпийских играх 2020 года в Токио.
Личным тренером Азизовой является Сабухи Зульфугаров. Фарида Азизова — член Спортивного общества Министерства внутренних дел Азербайджана («Динамо») и мастер спорта Азербайджанской Республики. В 2015 году за высокие достижения на I Европейских играх, а также за заслуги в развитии азербайджанского спорта указом президента Азербайджана награждена медалью «Прогресс».
Помимо спортивной деятельности Фарида Азизова принимает активное участие в пропаганде борьбы против гендерного неравенства в спорте, а также участвует в кампаниях по оказанию помощи больным детям.

## Биография

### Ранние годы. Начало карьеры
Фарида Азизова родилась 6 июня 1995 года в городе Гусар Гусарского района Азербайджана. По национальности — лезгинка. У неё есть двое братьев. В 2000 году Азизова стала ходить в школу № 2 города Гусар. В 9-м классе окончила школу и поступила в Губинский государственный социально-экономический колледж, а после — в Азербайджанскую государственную академию физкультуры и спорта.
С 2003 года Фарида Азизова занимается тхэквондо. Так, в детстве у Азизовой были проблемы с ногами и врачи посоветовали девочке заниматься спортом, где тренировались бы в основном ноги, такими как футбол, бег, тхэквондо. В то время тхэквондо было новым явлением в Гусаре и интересным для Фариды. Азизова полюбила тхэквондо и решила продолжать заниматься этим видом спорта, начав 5 октября 2003 года тренировки. Уже через несколько месяцев, в 2004 году, Азизова берёт свою первую медаль в тхэквондо, став бронзовым призёром юношеского чемпионата Азербайджана.
В 2007 году на юношеском чемпионате Европы в Будапеште Азизова берёт бронзу, а спустя год — бронзу молодёжного чемпионата мира в Измире. В мае 2009 года Азизова становится бронзовым призёром молодёжного чемпионата Европы в Треллеборге, а в июне этого же года — победителем юношеского чемпионата Европы в Загребе, одолев в финале россиянку Марию Маврину. Азизова стала первой девочкой из Азербайджана, выигравшей данный турнир. Через месяц в Сеуле Азизова взяла бронзовую медаль юношеского чемпионата мира.

### 2010—2014
В августе 2010 года Фарида Азизова выиграла открытый чемпионат Корейской Республики и была удостоена звания «Сильнейшего тхэквондиста чемпионата». Тренером Азизовой тогда был руководитель отделения тхэквондо Гусарского района Камран Гарибов.

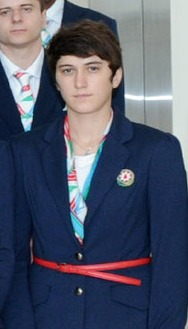
Ф. Азизова в составе сборной Азербайджана перед стартом Олимпийских игр 2012 года

В мае 2011 года Азизова в свои неполные 16 лет принимает участие на дебютном для себя чемпионате мира в китайском городе Кёнджу (весовая категория свыше 73 кг), но проигрывает первую же схватку в 1/16 финала Евгении Каримовой из Узбекистана и выбывает из турнира. Также в этом году Азизова выигрывает открытый чемпионат России в Челябинске и открытый чемпионат Хорватии в Загребе. В 2012 году становится серебряным призёром открытого чемпионата США в Лас-Вегасе. В этом же году Фарида Азизова выигрывает молодёжный чемпионат мира в Шарм-эш-Шейхе, победив в финале Айлин Акдениз из Нидерландов. В мае этого же года он участвует на чемпионате Европы в Манчестере, где выигрывает в 1/16 финала у Елизаветы Буряк из Украины, но в следующем раунде проигрывает Петре Матьяшевич из Хорватии.
В мае 2012 года Азизова была удостоена национальной премии «Хумай». В этом же году 17-летняя Азизова представляла Азербайджан на Олимпийских играх 2012 года в Лондоне в категории до 67 кг, лицензию на которую получила, заняв второе место на международном отборочном турнире 2011 года в Баку. Это была вторая лицензия на Олимпиаду 2012, выигранная азербайджанскими спортсменами. Помимо этого Азизова стала первой в истории Азербайджана тхэквондисткой, представлявшей страну на Олимпиаде в женском тхэквондо. Тренер женской сборной страны Парк Сун Ми объяснила успех Азизовой на турнире тем, что та верно выполняла все её задания.

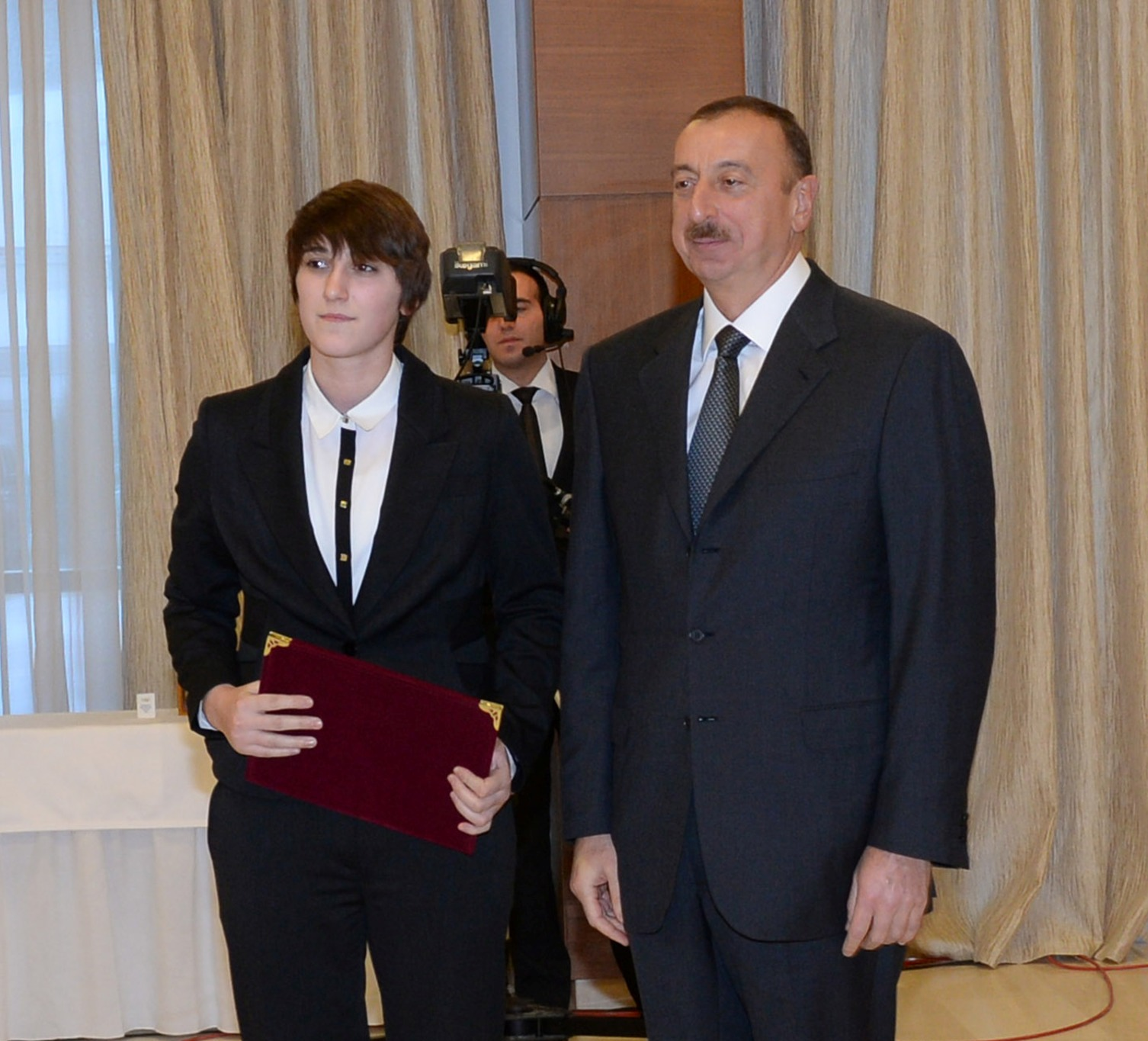
Ф. Азизова с президентом Азербайджана Ильхамом Алиевым. Гусар, декабрь 2013 года

Своё выступление на играх Азизова начала с предварительной стадии, где встретилась с серебряной призёркой пекинской Олимпиады и чемпионкой мира 2007 года Карин Сержери из Канады, которую уже побеждала в четвертьфинале отборочного турнира в Баку. Два первых раунда Азизова закончила со счётом 0:0, но в третьем пропустила удар от соперницы и потерпела поражение со счётом 0:1. Из-за того, что Сержери проиграла в следующем раунде и не прошла в финал, Азизова лишилась шанса побороться за бронзу.
В 2013 году Фарида Азизова становится победительницей таких турниров, как Alexandria Open, проходившего в Александрии и чемпионата Европы среди юниоров в Кишинёве, победив в финале чемпионку Европы 2010 года Аби Ньяр из Франции. По словам самой Азизовой, на том турнире она страдала от грыжи и выходила на даянг под воздействием трёх инъекций обезболивающего. Помимо этого Азизова становится бронзовым призёром проходившего в Гамбурге турнира German Open и чемпионата мира в мексиканском городе Пуэбла. Своё выступление на чемпионате мира Азизова начала с победы над Лаиремпую Фанаи из Индии, затем одолела Даяну Перишич из Сербии, а после — китаянку Юн Го. Проиграв же в полуфинале Чиа Чиа Чуанг из Тайвани, Азизова завоевала бронзовую медаль. Однако из-за серьёзной травмы Азизова вынуждена была пропустить III Исламские игры солидарности.
В конце же 2013 года президент Азербайджана Ильхам Алиев за вклад в развитие спорта в Азербайджане вручил Фариде Азизовой ордер на новую квартиру, а также почётную грамоту Национального олимпийского комитета.

### 2014—2018
В 2014 году Азизова выиграла турнир Luxor Open, проходивший в городе Луксор, становилась серебряным призёром турниров Bahrain Open в Манаме и Russian Open в Москве, а также бронзовым призёром турниров Гран-при в Сучжоу, Ukraine Open в Харькове, Гран-при в Манчестере, а также чемпионата Европы, проходившего в Баку. К концу года Азизова с 161 очками занимала 6-ю позицию в олимпийском рейтинге Всемирной федерации тхэквондо, поднявшись по сравнению с мартом на 3 строчки.

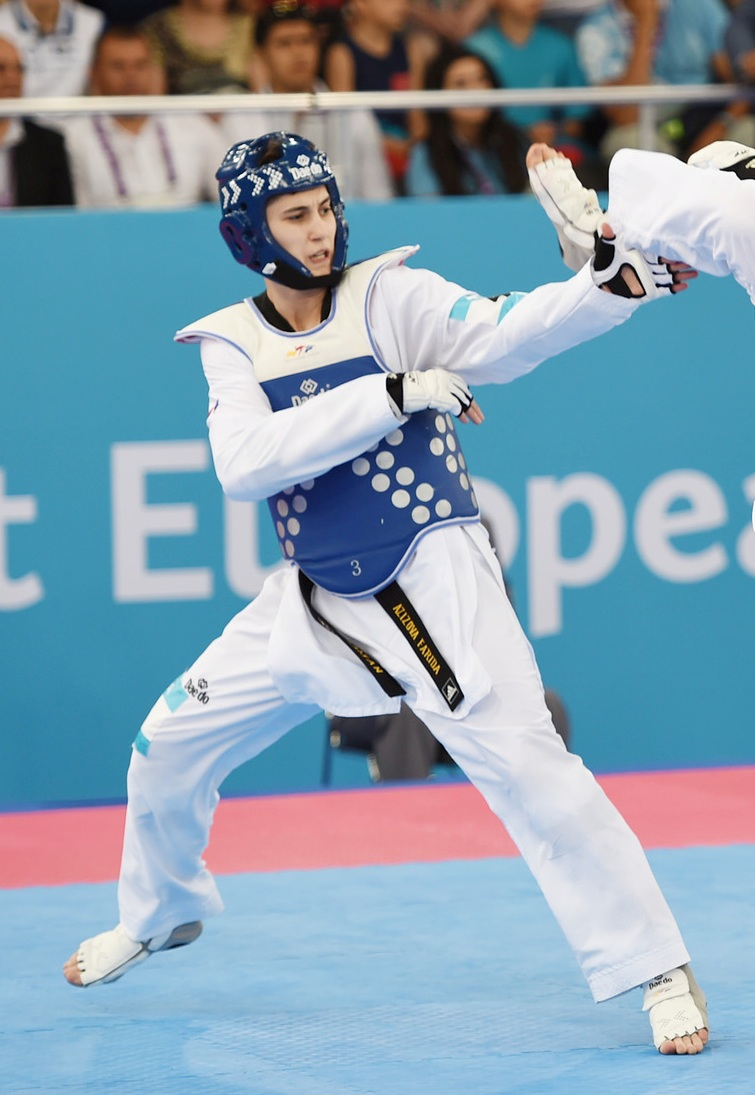
Ф. Азизова в финальном поединке I Европейских игр. Баку, 18 июня 2015 года

В 2015 году Фарида Азизова выигрывает турнир Moldova Open в Кишинёве, становится серебряным призёром Ukraine Open в Харькове и бронзовым призёром турниров Гран-при и Russian Open, которые проходили в Москве. Также Азизова в мае этого года приняла участие на чемпионате мира в Челябинске, где в 1/8 проиграла Кэтрин Портасио из Колумбии.
В июне 2015 года Азизова представляла Азербайджан на проходивших в Баку I Европейских играх. В 1/8 финала Азизова выиграла Джойс Ван Баарен из Нидерландов, а в четвертьфинале одолела чемпионку Европы 2012 года Нур Татар из Турции и прошла в полуфинал. На этой стадии Азизова одолела шведскую тхэквондистку Элин Юханссон. Однако в финальном поединке Фарида Азизова уступила Анастасии Барышниковой из России со счётом 5:6. Своё поражение в финале Азизова объяснила тем, что допустила ошибку в момент нанесения удара, в результате не смогла защититься, позволив сопернице взять очко. Дальнейшие усилия Азизовой не помогли ей уйти от поражения. За высокие достижения на I Европейских играх, а также за заслуги в развитии азербайджанского спорта Фарида Азизова указом президента Азербайджана Ильхама Алиева от 29 июня 2015 года была награждена медалью «Прогресс». В конце года Азизова выиграла чемпионат Азербайджана в категории до 67 кг.
В январе 2016 года Фарида Азизова выиграла проходивший в Стамбуле европейский отборочный турнир, победив в финале Рабию Гюлеч из Германии, и завоевала путёвку на Олимпийские игры 2016 года в Рио-де-Жанейро. На самих Играх, которые были для Азизовой вторыми в карьере, она сначала победила бронзовую призёрку лондонской Олимпиады Пейдж Макферсон из США (6:5), а в четвертьфинале — Нигору Турсункулову из Узбекистана (5:1). В полуфинале Фарида Азизова проиграла будущей чемпионке Хье-Ри Ох из Южной Кореи со счётом 5:6, а в поединке за бронзу потерпела поражение от Кристель Гвагби из Кот-д’Ивуара (1:7), заняв пятое место. После Олимпиады Фарида Азизова месяц отдыхала, после чего продолжила тренировки. Результат выступления разочаровал Азизову. Позднее она заявила в интервью, что несмотря на разочарование она смогла справиться с этим, проанализировала ошибки, и постарается не допускать их в будущем. Также Азизова отметила, что после Олимпиады стала сильнее во многих вещах, что больше не падает духом, когда уступает сопернику очки, и что не обращает внимание на ошибочные судейские решения.

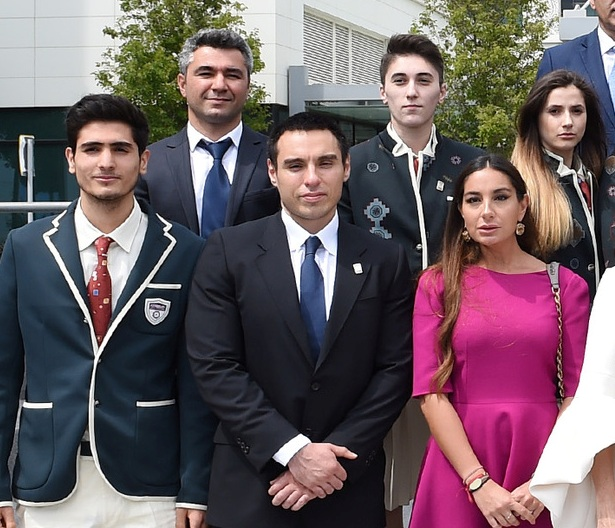
После окончания IV Исламских игр солидарности, 2017 год. Справа налево:
Во втором ряду: тхэквондисты П. С. Абакарова и Фарида Азизова, личный тренер последней Сабухи Зульфугаров.
В первом ряду: кинопродюсер А. Алиева, вице-президент Федерации тяжёлой атлетики А. Алиев и тхеквондист А. Тагизаде

Также 2016 года запомнился Азизовой победой на турнире Fujairah Open в Эль-Фуджайра и серебряной медалью турнира Luxembourg Open. Помимо этого Азизова выступила на чемпионате Европы в швейцарском городе Монтрё, где сумела дойти до четвертьфинала, но проиграла турецкой спортсменке Нур Татар. Помимо этого, в апреле 2016 года Азизова за выдающиеся спортивные достижения и особый вклад в динамовское движение постановлением Президиума Центрального совета общества «Динамо» была награждена Почётной золотой медалью общества. В конце же 2016 года Азизова в связи с травмой вынуждена была пропустить финал Мирового Гран-При и командный чемпионат мира, которые проходили в Баку.
На IV Исламских играх солидарности, которые проходили в мае 2017 года в Баку, Фарида Азизова в весовой категории 67 кг дошла до финала, где проиграла Нур Татар из Турции со счётом 2:8 и взяла серебряную медаль. В своём интервью Азизова заявила, что с полной силой ей помешала бороться полученная в первом поединке травма. Также в 2017 году Азизова выиграла турнир Dutch Open, который проходил в Эйндховене и завоевала бронзу на Кубке президента Всемирной федерации таэквондо в Афинах. В 2017 году Азизова выступила на чемпионате мира в Муджу, где проиграла кореянке Ким Джан Ди в четвертьфинале, и на Всемирной летней Универсиаде в Тайбэе, где проиграла второй свой поединок.
К марту 2018 года Азизова с 192 очками занимала 11-ю позицию в олимпийском рейтинге Всемирной федерации тхэквондо. В мае приняла участие на чемпионате Европы в Казани, где сумела дойти только до четвертьфинала.

### 2019 — 2025
В первой половине 2019 года Азизова выиграла турниры Dutch Open в Эйндховене и Ukraine Open в Харькове.
В 2019 году Аззова второй раз стала бронзовой призёркой чемпионата мира, уступив лишь в полуфинале спортсменке из Китая. Своё поражение она объяснила тем, что не была как следует готова к китаянке, так как раньше не видела её в деле. На Летней Универсиаде же в Неаполе Азизова выступила неудачно, завершив турнир на стадии 1/8 финала.
В 2020 году Азизовой удаётся выиграть турниры Turkish Open в Стамбуле, Dutch Open в Эйндховене и стать бронзовой призёркой турнира Helsingborg Open в Хельсингборге.
10 апреля 2021 года на чемпионате Европы в Софии Азизова дошла лишь до четвертьфинала. 7 мая 2021 года на лицензионном турнире к Олимпиаде-2020 в той же Софии Фарида Азизова вышла в финал, благодаря чему завоевала олимпийскую лицензию.
Для Азизовой Олимпийские игры в Токио были уже третьими Олимпийкими играми в карьере. Но стартовала она на них неудачно, проиграв в 1/8 финала Пейдж Макферсон из США со счётом 5:8, которую в своё время победила на Олимпиаде в Рио. Поражение же Макферсон в полуфинале, лишило Азизову шанса сразиться за бронзу. После встречи Азизова объяснила своё поражение в начале выступления тем, что за три недели до Игр надорвала мышцы, заработав грыжу второй степени, из-за чего ближе к старту не смогла тренироваться, как было нужно и в итоге проиграла. Азизова пожаловалась также на отсутствие возможности подготовки к Играм, так как из-за пандемии коронавируса команда не могла тренироваться больше года и подобная пауза стала очень серьёзной проблемой.

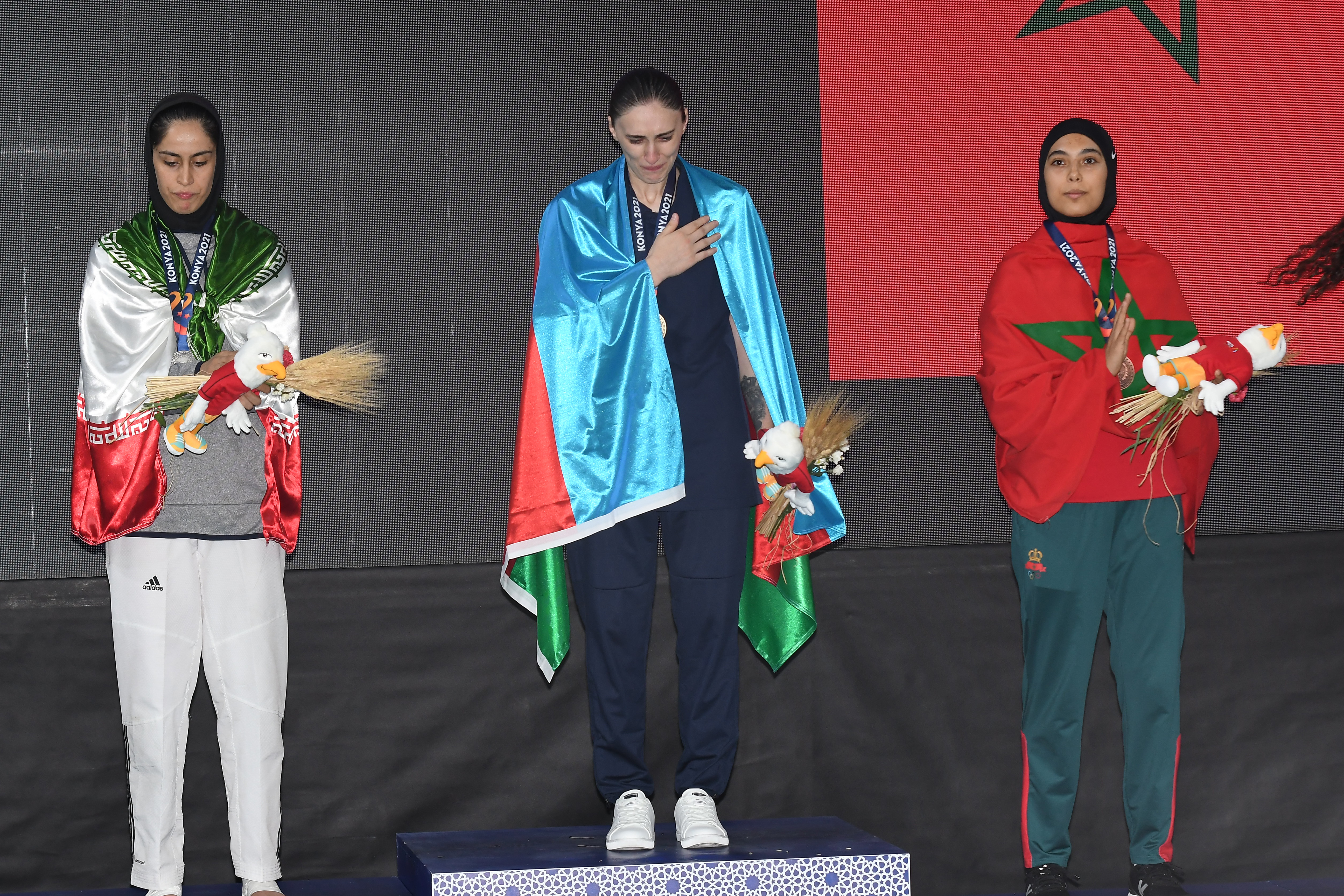
Фарида Азизова на пьедестале почёта V Игр исламской солидарности в Конье, 10 августа 2022 года

В 2022 году стала бронзовой призёркой турнира Turkish Open в Анталье и серебряной призёркой турниров Fajr Open на острове Киш и Кубка президента Всемирой федерации тхэквондо в Тегеране. В мае этого же года Азизова выступила на чемпионате Европы в Манчестере, где снова остановилась в шаге от пьедестала, проиграв в четвертьфинале Магде Хенин из Франции. В июне же неудачно выступила на Гран-при в Риме, проиграв в 1/8 финала.
10 августа 2022 года Азизова выиграла золото V Игр исламской солидарности в Конье, одолев в финале соперницу из Сенегала. На церемонии награждения спортсменка не смогла сдержать слёз. После в своём интервью Азизова, отметив, что эта медаль запомнится ей навсегда и придаст дополнительной мотивации на дальнейшие турниры, заявила:
Это был очень эмоциональный момент. Стояла на пьедестале и думала, что наконец-то все получилось. После неудачи на Олимпиаде-2020 и последнем чемпионате Европы необходимо было вновь показать свой уровень, доказать, прежде всего, самой себе. И когда заиграл гимн, то мурашки побежали по коже и меня пробрало.
В связи с восстановлением после полученной травмы Азизова пропустила чемпионат мира 2022 года в мексиканской Гвадалахаре. В этом же году была назначена на должность заместителя председателя Комиссии атлетов Национального Олимпийского Комитета (НОК) Азербайджана.
В мае 2023 года Азизова была включена в состав сборной Азербайджана для участия на 26-м чемпионате мира в Баку и на III Европейских играх в Кракове.
Азизовой не удалось принять участие на состоявшемся в марте 2024 года на последнем Европейском олимпийском квалификационном турнире к Олимпиаде 2024, так как она была исключены из сборной за «недисциплинированное поведение в учебно-тренировочном процессе». В связи с этим и рядом иных причин работу тренеров женской сборной страны спортивные обозреватели подвергли жёсткой критике.
В конце октября 2024 года Фарида Азизова была назначена на пост главного тренера женской сборной Азербайджана по тхэквондо, сменив нюжнокорейского специалиста Сун Ми Парк.

## Личная жизнь

### Имидж
Фарида Азизова предпочитает выглядеть, как юноша, она практически всегда носит мужскую одежду, ведёт себя, как парень, коротко стрижётся и не любит пользоваться косметикой. В таком имидже она с 10 лет. По её словам, ей так удобно, так как юношеский стиль требует мало времени, «брюки, рубашка и всё». Помимо этого, Азизова отмечает, что такой стиль ей идёт, поскольку её телосложение очень грубое и в семье они все генетически были широкоплечими и выглядели физически сильными. Чем одеваться в то, что тебе не идёт, и слышать неприятные слова, лучше одеваться в то, что тебе идёт, и называться парнем, отмечает Фарида Азизова.
Согласно Азизовой, в детстве она была непослушным ребёнком, имела много друзей среди мальчиков, играла или в футбол или в «стрелялки», а подруг же у неё было не много. Когда в 10 лет Азизова начала одеваться, как мальчик, родители ей ничего не сказали, потом спросили, зачем она так одевается, на что Азизова ответила, что ей так удобно из-за спорта.
Азизова делится многими своими фотографиями с тренировок в Инстаграме. По её словам, некоторые, не обращая внимания на её имя, думают, что она парень или же зашла в социальную сеть под женским именем.

### Увлечения
Хобби Фариды Азизовой является рисование. По её словам, рисование успокаивает её нервы и отвлекает от мыслей о спорте. Про данное своё увлечение Азизова говорит:
Я рисую то, о чём думаю. Многие мои работы так или иначе связаны со спортом, либо я просто переношу на лист бумаги всё то, что увидела за день.
По словам Азизовой, в душе она романтик, но больше всего она любит свои картины на военную тему, что объясняет тем, что в будущем она хочет стать военнослужащей или работать в полиции, служить своей стране после спорта.
Героями Олимпийских игр для Фариды Азизовой являются азербайджанские тхэквондисты, представлявшие свою страну на Олимпийских играх — Рашад Ахмедов и Ниямеддин Пашаев.
Любимая актриса — Анджелина Джоли, любимый фильм — «Лара Крофт».

### Вероисповедание
В 2013 году Азизова приняла православие. По словам самой Азизовой, она тогда никому об этом не сказала, боясь, что не поймут. Как отмечает спортсменка, она сделала это для себя. Согласно Азизовой, она ходила и в мечеть, но не чувствовала себя там комфортно, после же пришла в церковь, месяцами думала и через год приняла христианство. Семья Азизовой отнеслась к её выбору с уважением и не вмешалась в него.

## Общественная деятельность
Фарида Азизова принимает активное участие в пропаганде борьбы против гендерного неравенства в Азербайджане и совместно с Фондом ООН в области народонаселения, Национальной ассамблеей молодёжных организаций Азербайджана и Министерством молодёжи и спорта Азербайджана является представителем кампании по информированию о проблеме гендерного неравенства в спорте.
Сама Фарида Азизова, по её же словам, также была жертвой гендерного неравенства. Когда она с ранних лет начала заниматься тхэквондо, её мать, Фазиля Азизова, была против и под психологическим давлением родственников, которые говорили, что Фариде не нужен спорт, что она девочка, должна учиться, а когда вырастет, выйти замуж, требовала от Фариды бросить спорт. Фарида говорит, что понимает родственников, поскольку вид спорта, которым она занимается, тяжёлый и часто бывают травмы (Фарида несколько раз оперировалась), понимает, что они волнуются за её здоровье, и прислушивается к мнениям старших, но любит тхэквондо и поэтому не бросила его. По словам Фариды Азизовой азербайджанской службе BBC, в азербайджанском обществе очень мало девушек-спортсменов, поскольку многие родители против того, чтобы девушки профессионально занимались спортом, что Азизова связывает с менталитетом. Азизова часто общается посредством социальных сетей с девушками, чьи родители против того, чтобы те занимались спортом. Но в месте с тем, Азизова против того, чтобы девушки ослушались своих родителей, и советует девушками поговорить с ними и получить их согласие, а родителям Азизова советует прислушаться к мнениям своих дочерей и помогать им найти свой путь, если те видят его в спорте.
В ноябре 2016 года Азизова приняла участие в мероприятии «День тхэквондо», организованном Национальным олимпийским комитетом Азербайджана. В феврале 2017 года про Фариду Азизову в рамках кампании «Молодёжь за лучшее будущее» был снят видеоролик, где спортсменка выступала против гендерного неравенства в обществе.
Помимо этого, Фарида Азизова принимает активное участие в кампаниях по оказанию помощи больным детям. В сентябре 2016 года она выступила с заявлением в поддержку страдающей от лейкоза 4-летней Сельджан Мурадзаде. В июне 2017 года она приняла участие в праздничном мероприятии для детей в Реабилитационном центре страдающих от синдрома Дауна в Баку.

## Результаты выступлений на международных турнирах
| Турнир (весовая категория)                                   | Место и время проведения              | 1/32 финала                | 1/16 финала                   | 1/8 финала                    | Четвертьфинал                     | Полуфинал                   | Финал                       | Место                 |
| Турнир (весовая категория)                                   | Место и время проведения              | Соперник Результат         | Соперник Результат            | Соперник Результат            | Соперник Результат                | Соперник Результат          | Соперник Результат          | Место                 |
| ------------------------------------------------------------ | ------------------------------------- | -------------------------- | ----------------------------- | ----------------------------- | --------------------------------- | --------------------------- | --------------------------- | --------------------- |
| Чемпионат Европы среди юношей (до 41 кг)                     | Будапешт 6 июля 2007                  | Не участвовала             | Не участвовала                | Одейса Денис В 5:4            | Алесия Санезе В 4:2               | Марина Усанович П 5:9       | Не прошла                   | 3                     |
| Чемпионат мира среди молодёжи (до 49 кг)                     | Измир 7 мая 2008                      | Нурия Амезкуа Миллан В 2:1 | Виктория Стамбауг В 4:3       | Хавла Аладайле В 5:4          | Вай-Чун Ляо В 8:3                 | Гаюнг Ким П 4:5             | Не прошла                   | 3                     |
| Чемпионат Европы среди молодёжи (до 52 кг)                   | Треллеборг 28 мая 2009                | Не участвовала             | Не участвовала                | Зузана Дубовик В 1:0          | Лара Амрсек В 1:0                 | Суле Йылмаз П −1:1          | Не прошла                   | 3                     |
| Чемпионат Европы среди юношей (до 51 кг)                     | Загреб 27 июня 2009                   | Не участвовала             | Элиза Амбах В 6:2             | Кюбра Сердар В 4:0            | Тамара Филипович В 6:0            | Вероника Крежчова В 7:0     | Мария Маврина В 4:0         | 1                     |
| Чемпионат мира среди молодёжи (до 55 кг)                     | Тихуана 6 марта 2010                  | Не участвовала             | Рахма Бен Али П 2:3           | Завершила выступление         | Завершила выступление             | Завершила выступление       | Завершила выступление       | Завершила выступление |
| 20-й чемпионат мира (свыше 73 кг)                            | Кёнджу 6 мая 2011                     | Не участвовала             | Евгения Каримова П 2:4        | Завершила выступление         | Завершила выступление             | Завершила выступление       | Завершила выступление       | Завершила выступление |
| Мировой отборочный турнир к Олимпийским играм (до 67 кг)     | Баку 30 июня 2011                     | Не участвовала             | Франка Анич В 5:0             | Пейдж Макферсон В 2:0         | Карин Сержери В 2:1               | Элин Юханссон В 4:0         | Ким Ми Кён П 5:6            | 2                     |
| Russian Open (до 67 кг)                                      | Челябинск 6 сентября 2011             | Не проводился              | Не проводился                 | Татьяна Скрипникова В         | Мария Бармасова В                 | Виктория Белановская В      | Ольга Иванова В             | 1                     |
| Чемпионат Европы среди молодёжи (до 68 кг)                   | Пафос 6 октября 2011                  | Не участвовала             | Не участвовала                | Анна-Лена Керстен П 2:3       | Завершила выступление             | Завершила выступление       | Завершила выступление       | Завершила выступление |
| Croatia Open (до 67 кг)                                      | Загреб 5 ноября 2011                  | Не проводился              | Не проводился                 | Евангелия Анастасиаду В 5:2   | Франка Анич В 7:6                 | Анна-Каролина Графф В 5:3   | Элин Юханссон В 4:3         | 1                     |
| US Open (до 67 кг)                                           | Лас-Вегас 21 февраля 2012             | Не участвовала             | Не участвовала                | Не участвовала                | Не участвовала                    | Петра Матижасевич В 6:0     | Сехам Элсавалхи П 9:11      | 2                     |
| Чемпионат мира среди молодёжи (до 68 кг)                     | Шарм-эш-Шейх 2012                     | Не проводился              | Не проводился                 | Виолета Бабич В 6:5           | Дуня Лемажич В 3:1                | Канжана Сукеевас В 6:2      | Айлин Акдениз В             | 1                     |
| 20-й чемпионат Европы (до 67 кг)                             | Манчестер 6 мая 2012                  | Не участвовала             | Елизавета Буряк В 4:2         | Петра Матижасевич П 3:4       | Завершила выступление             | Завершила выступление       | Завершила выступление       | Завершила выступление |
| XXX Олимпийские игры (до 67 кг)                              | Лондон 10 августа 2012                | Не проводился              | Не проводился                 | Карин Сержери П 3:4           | Завершила выступление             | Завершила выступление       | Завершила выступление       | Завершила выступление |
| Alexandria Open (до 67 кг)                                   | Александрия 25-27 февраля 2013        | Не участвовала             | Не участвовала                | Не участвовала                | Не участвовала                    | Дуна Эхаб В 13:3            | Амани Сакри В 3:1           | 1                     |
| German Open (до 67 кг)                                       | Гамбург 9-10 марта 2013               | Не участвовала             | Не участвовала                | Не участвовала                | Не участвовала                    | Анастасия Барышникова П     | Не прошла                   | 3                     |
| Чемпионат Европы среди юниоров (до 67 кг)                    | Кишинёв 2013                          | Не участвовала             | Не участвовала                | Не участвовала                | Рич Ким В 7:3                     | Кристина Рицелли В 1:0      | Аби Ньяр В 4:1              | 1                     |
| 21-й чемпионат мира (до 67 кг)                               | Пуэбла-де-Сарагоса 17 июля 2013       | Не проводился              | Лаиремпую Фанаи В 4:0         | Даяна Перишич В 3:2           | Юн Го В 3:0                       | Чжуан Чиа Чиа П 5:8         | Не прошла                   | 3                     |
| Гран-при (до 67 кг)                                          | Манчестер 13-15 декабря 2013          | Не проводился              | Катерина Альварадо Арая В 3:1 | Рут Гбагби В 12:8             | Чжуан Чиа Чиа П 2:10              | Не прошла                   | Не прошла                   | Не прошла             |
| Luxor Open (до 67 кг)                                        | Луксор 17 февраля 2013                | Не участвовала             | Не участвовала                | Не участвовала                | Не участвовала                    | Аби Ньяр В                  | Сехам Элсавалхи В 5:4       | 1                     |
| Bahrain Open (до 67 кг)                                      | Манама 27 февраля 2013                | Не участвовала             | Не участвовала                | Не участвовала                | Не участвовала                    | Сехам Элсавалхи В           | Петра Матижасевич П         | 2                     |
| 21-й чемпионат Европы (до 67 кг)                             | Баку 1-4 мая 2014                     | Не участвовала             | Не участвовала                | Евангелия Анастасиаду В 6:1   | Франка Анич В 5:3                 | Аби Ньяр П 3:5              | Не прошла                   | 3                     |
| Гран-при (до 67 кг)                                          | Сучжоу 4-6 июля 2014                  | Не проводился              | Марина Сумич В 9:6            | Кинг Лию В 4:2                | Катерина Думар Портасио В 7:6     | Анастасия Барышникова П 4:9 | Не прошла                   | 3                     |
| Гран-при (до 67 кг)                                          | Астана 29-31 августа 2014             | Не проводился              | Мелисса Паньотта В 5:3        | Нина Клэй П 3:4               | Завершила выступление             | Завершила выступление       | Завершила выступление       | Завершила выступление |
| Russian Open (до 67 кг)                                      | Москва 12 сентября 2014               | Не проводился              | Не проводился                 | Не участвовала                | Надежда Глушко В 6:1              | Рабия Гулеч В 5:3           | Элин Юханссон П 3:5         | 2                     |
| Ukraine Open (до 67 кг)                                      | Харьков 2 октября 2014                | Не участвовала             | Не участвовала                | Не участвовала                | Не участвовала                    | Петра Матижасевич П 5:8     | Не прошла                   | 3                     |
| Гран-при (до 67 кг)                                          | Манчестер 24-26 октября 2014          | Не проводился              | Изабель Ндри Аху Надеге В 5:0 | Кюн Сун Хван В 1:0            | Чжуан Чиа Чиа В 4:3               | Элин Юханссон П 2:3         | Не прошла                   | 3                     |
| Гран-при (до 67 кг)                                          | Сантьяго-де-Керетаро 3-4 декабря 2014 | Не участвовала             | Не участвовала                | Не участвовала                | Чжуан Чиа Чиа П 1:11              | Завершила выступление       | Завершила выступление       | Завершила выступление |
| Ukraine Open (до 67 кг)                                      | Харьков 11 апреля 2015                | Не участвовала             | Не участвовала                | Не участвовала                | Не участвовала                    | Матеа Желич В 10:2          | Нур Татар П 3:5             | 2                     |
| Moldova Open (до 67 кг)                                      | Кишинёв 18 апреля 2015                | Не участвовала             | Не участвовала                | Не участвовала                | Изабелла Бажко В                  | Кристина Рицелли В 4:0      | Нур Татар В 1:0             | 1                     |
| 22-й чемпионат мира (до 67 кг)                               | Челябинск 14-15 мая 2015              | Не участвовала             | Йоселин Молина Бетанкур В 8:2 | Катерина Думар Портасио П 3:6 | Завершила выступление             | Завершила выступление       | Завершила выступление       | Завершила выступление |
| I Европейские игры (до 67 кг)                                | Баку 18 июня 2015                     | Не проводился              | Не проводился                 | Джойс ван Баарен В 2:0        | Нур Татар В 6:2                   | Элин Юханссон В 5:2         | Анастасия Барышникова П 5:6 | 2                     |
| Гран-при (до 67 кг)                                          | Москва 15 августа 2015                | Не участвовала             | Катерина Альварадо Арая В 0:0 | Юн Го В 5:4                   |                                   | О Хё Ри П 1:6               | Не прошла                   | 3                     |
| Гран-при (до 67 кг)                                          | Самсун 18-20 сентября 2015            | Не проводился              | Шокране Изади В 1:0           | Ирем Яман П 0:1               | Завершила выступление             | Завершила выступление       | Завершила выступление       | Завершила выступление |
| Russian Open (до 67 кг)                                      | Москва 26 сентября 2011               | Не проводился              | Не проводился                 | Не участвовала                | Дарья Переславцева В 13:0         | Оксана Джамансартова П 5:6  | Не прошла                   | 3                     |
| Гран-при (до 67 кг)                                          | Манчестер 24-26 октября 2015          | Не проводился              | Рабия Гулеч В 3:1             | О Хё Ри П 3:12                | Завершила выступление             | Завершила выступление       | Завершила выступление       | Завершила выступление |
| Европейский отборочный турнир к Олимпийским играм (до 67 кг) | Стамбул 16-17 января 2016             | Не проводился              | Не проводился                 | Петра Матижасевич В 4:1       | Татьяна Тетеревятникова В 4:3     | Франка Анич В 0:0           | Рабия Гулеч В 1:0           | 1                     |
| Fujairah Open (до 67 кг)                                     | Эль-Фуджайра 25 февраля 2016          | Не проводился              | Не проводился                 | Не участвовала                | Даниелла Ротоло В                 | Сехам Элсавалхи В           | Джансел Дениз В             | 1                     |
| 22-й чемпионат Европы (до 67 кг)                             | Монтрё 21 мая 2016                    | Не проводился              | Не участвовала                | Надя Савкович В 3:0           | Нур Татар П 0:1                   | Завершила выступление       | Завершила выступление       | Завершила выступление |
| Luxembourg Open (до 67 кг)                                   | Люксембург 9 июля 2016                | Не проводился              | Не проводился                 | Не участвовала                | Тамара Гакович В 9:3              | Ургенсе Муега В 0:0         | Ребекка Фуреди П 0:0        | 2                     |
| XXXI Олимпийские игры (до 67 кг)                             | Рио-де-Жанейро 20 августа 2016        | Не проводился              | Не проводился                 | Пейдж Макферсон В 6:5         | Нигора Турсункулова В 5:1         | О Хё Ри П 5:6               | За 3-е место                | 5                     |
| XXXI Олимпийские игры (до 67 кг)                             | Рио-де-Жанейро 20 августа 2016        | Не проводился              | Не проводился                 | Пейдж Макферсон В 6:5         | Нигора Турсункулова В 5:1         | О Хё Ри П 5:6               | Рут Гбагби П 1:7            | 5                     |
| Dutch Open (до 67 кг)                                        | Эйндховен 11 марта 2017               | Не участвовала             | Не участвовала                | Не участвовала                | Не участвовала                    | Ребекка Фуреди В 13:7       | Лаурен Уильямс В 37:9       | 1                     |
| Кубок Президента WTF — европейский регион (до 67 кг)         | Афины 27 апреля 2017                  | Не проводился              | Молли Шофильд В 12:0          | Юлия Миюц В 0:0               | Дуня Лемажич В 5:1                | Элин Юханссон П 0:2         | Не прошла                   | 3                     |
| IV Исламские игры солидарности (до 67 кг)                    | Баку 17 мая 2017                      | Не проводился              | Не проводился                 | Не проводился                 | Париса Джавадикоучаксараел В 10:4 | Нигора Турсункулова В 3:0   | Нур Татар П 2:8             | 2                     |
| 23-й чемпионат мира (до 67 кг)                               | Муджу 26-27 июня 2017                 | Не участвовала             | Изабель Фабер В 24:1          | Ванесса Кёрндл В 7:6          | Ким Джан Ди П 0:7                 | Завершила выступление       | Завершила выступление       | Завершила выступление |
| Гран-при (до 67 кг)                                          | Москва 4-6 августа 2017               | Не участвовала             | Не участвовала                | Рабия Гулеч В 6:6             | Нур Татар П 5:9                   | Завершила выступление       | Завершила выступление       | Завершила выступление |
| XXIX Летняя Универсиада (до 67 кг)                           | Тайбэй 20-26 августа 2017             | Не участвовала             | Не участвовала                | Юлиана аль-Садек В 5:4        | Ким Джан Ди П 3:4                 | Завершила выступление       | Завершила выступление       | Завершила выступление |
| Гран-при (до 67 кг)                                          | Рабат 22-24 сентября 2017             | Не участвовала             | Майсун Фарук В 4:0            | Сукайна аль-Каюни В 3:1       | О Хё Ри П 6:11                    | Завершила выступление       | Завершила выступление       | Завершила выступление |
| 23-й чемпионат Европы (до 67 кг)                             | Казань 13 мая 2018                    | Не проводился              | Не участвовала                | Атанасия Митсопулу В 0:0      | Даниела Ротоло П 2:3              | Завершила выступление       | Завершила выступление       | Завершила выступление |
| 24-й чемпионат мира (до 67 кг)                               | Манчестер 18-19 мая 2019              | Не проводился              | Катерина Альварадо В 11:7     | Кимиа Хеммати В 21:8          | Рут Гбагби В 8:6                  | Жанг Менгью П 5:18          | Не прошла                   | 3                     |
| XXXII Олимпийские игры (до 67 кг)                            | Токио 26 июля 2020                    | Не проводился              | Пейдж Макферсон П 5:8         | Завершила выступление         | Завершила выступление             | Завершила выступление       | Завершила выступление       | Завершила выступление |